# RT Trianguli Australis
RT Trianguli Australis är en ensam variabel stjärna belägen i norra delen av stjärnbilden Södra triangeln. Den har en högsta skenbar magnitud av ca 9,43 och kräver ett teleskop för att kunna observeras.

## Observation
Stjärnan upptäcktes först vara variabel av Annie Jump Cannon 1910 och klassificerades ursprungligen som en RR-Lyrae-variabel. Senare författare separerade den och den liknande V533 Centauri som RW Aurigae-stjärnor. Med tiden blev det tydligt att RT Trianguli Australis inte var relaterad till RW Aurigae, utan istället ingick i en grupp stjärnor på instabilitetsremsan något ovanför den horisontella grenen. Dessa stjärnor namngavs sedan som en grupp efter BL Herculis, den ljusaste kända medlemmen. BL Heculis-stjärnor har period kortare än åtta dygn. Liksom andra BL Herculis-variabler har ljuskurvan för RT Trianguli Australis en puckel, i detta fall på den nedåtgående grenen. Ljuskurvan är svagt asymmetrisk, där det minsta inträffar vid fas 0,6.

## Egenskaper

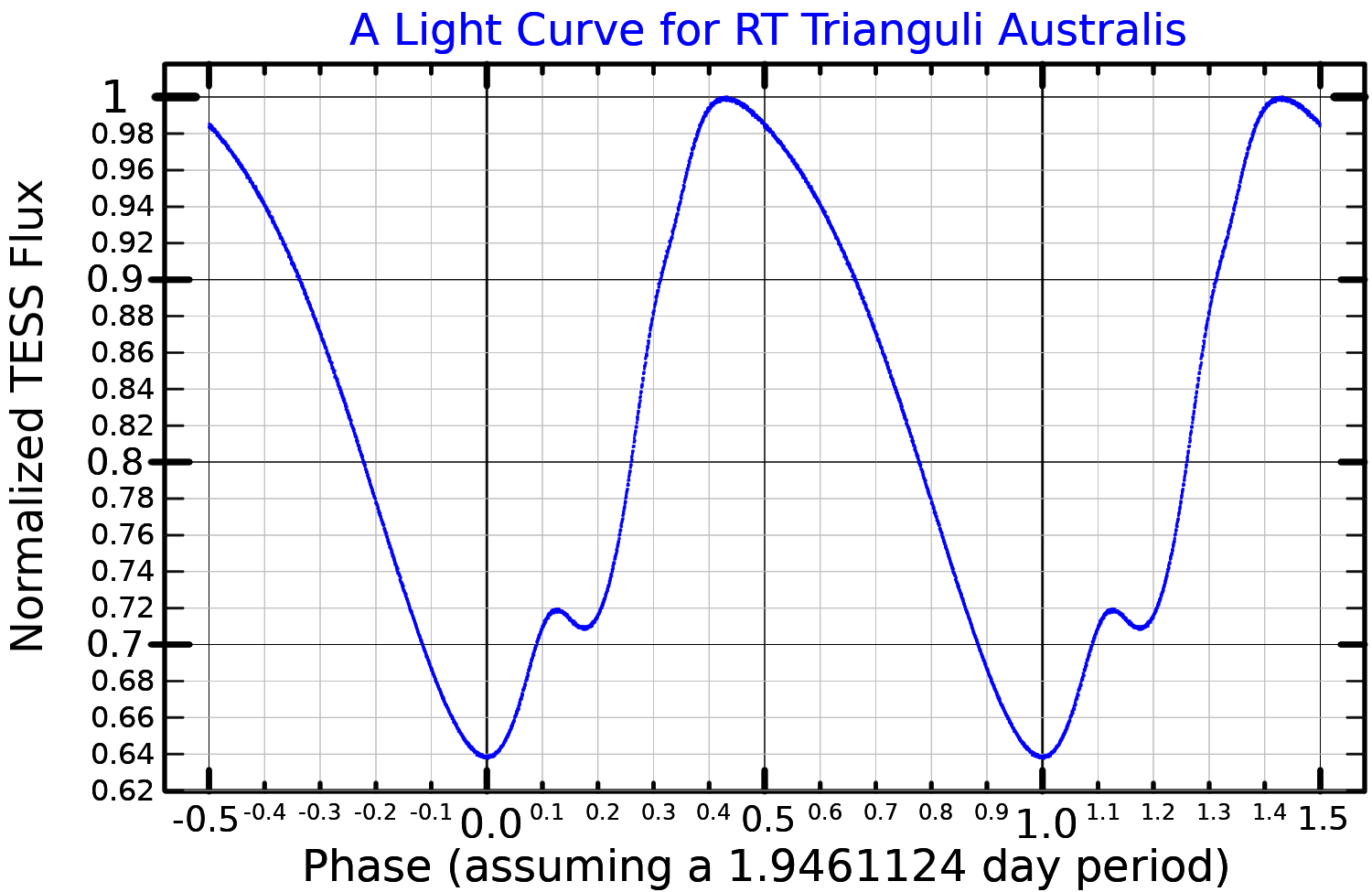
Ljuskurva för RT Trianguli Australis, plottad från TESS-data

RT Trianguli Australis är en gul till vit jättestjärna av spektralklass F8 (R)-G2 I-II, som är en BL Herculis-variabel som varierar i skenbar magnitud mellan 9,4 och 10,2 med en period av 1,95 dygn. Den har en massa av ca 0,5 solmassor, en radie av ca 9,4 solradier och utsänder energi från dess fotosfär motsvarande ca  138 - 200 gånger solen vid en effektiv temperatur av ca 5 200 - 6 500 K.

### Kolstjärna
RT Trianguli Australis är ovanlig genom att den är en kolrik cepheidvariabel. Till skillnad från riktiga kolstjärnor visar den inte ett överskott av s-processelement. Den har mycket höga ytförekomster av kol, kväve, järn och vissa lättmetaller, men inte syre. De ovanliga mängderna tros bero på konvektion av trippel-alfa-fusionsprodukter till ytan, och det förväntas därför att det också kommer att finnas en hög andel helium. De flesta andra BL Herculis-stjärnor som U Trianguli Australis, visar inte samma ytkolöverskott. De elementära överskotten är jämförbara med de kallare typ-R-stjärnorna.